# 邱亞才
邱亞才（1949年6月6日—2013年4月）本名邱添財，是一名臺灣畫家、散文、小說家，被認為是20世紀後期臺灣最重要的肖像畫家之一。

## 沿革
邱亞才於1949年6月6日出生於台灣宜蘭縣蘇澳鎮蘇北里蘇南路。他的父親於當地水泥廠工作兼農耕，母親是家庭主婦。是家中的第四個孩子，他還有三位哥哥、一位姊姊、兩個弟弟和一個妹妹。大哥和二哥分別比他年長十歲和六歲，三哥是身心障礙者，然而其大哥和姊姊後來都死於肺病。
1955年，邱亞才進入宜蘭縣士敏國民學校（今宜蘭縣立士敏國民小學）就讀。後於11歲時從士敏國民學校退學，轉入宜蘭縣蘇澳國民學校（今宜蘭縣蘇澳鎮蘇澳國民小學）學習。1961年，邱亞才考入宜蘭縣立冬山初級中學（今宜蘭縣立冬山國民中學）。後畢業後決定放棄升學畫離開宜蘭，遷往臺北市居住，並找到一份在漫畫出版社的工作。1968年，邱亞才與林麗玲訂婚。並在21歲至28歲的七年間服役軍隊，期間育有三名子女。
退伍後，邱亞才於臺北縣中和環球電線電纜股份有限公司工作，開始利用閒暇時間繪畫，因仰慕素人畫家洪通在美國新聞處舉辦畫展的成功，開始持續拿畫前往《藝術家》雜誌社請教主辦洪通畫展的社長何政廣，並持續一年多時間。 1977年，邱亞才於臺北市美國新聞處舉辦首次個展。其後，作品曾於台北春之藝廊、國立歷史博物館及國立臺灣美術館等處展出。由於在藝術市場上屢創佳績，邱亞與洪通、林淵等人齊名，被譽為「素人藝術家」。
自1980年代開始，邱亞才曾在位於臺北市大安區的紫藤廬作為其創作基地，1984年，邱亞才和張頌仁主持的香港漢雅軒畫廊合作舉辦展覽，因而獲得許多海外藏家的青睞，其畫作初步打開了國際市場；使邱亞才的經濟情況獲得改善，並於深坑區購屋居住；1988年，邱亞才前往美國舉行巡迴演講畫展。1990年代，他的創作量和畫展發表的頻率明顯提高，並定期於臺灣各地畫廊舉辦個人展覽。然而因長期與妻兒接觸及聚散無常，邱亞才與林麗玲於1989年，離婚。隨後幾年，邱亞才於愛力根畫廊合作舉辦多場個展。
1990年代，邱亞才發表了第一本文集《痞子惡德》後，至2002年間期間陸續自費出版了多本小說集。並將自己的系列著作命名為「邱亞才台灣人性記事全集」。1996年，邱亞才與中國的第二任妻子再婚，然而該婚姻於2002年離異。
2000年代初期，多邱亞才集中於哥德藝術中心、旻谷藝術中心辦展，然而自2005年後，邱亞才的健康每況愈下，因罹患中風及阿茲海默症，鮮少出現於公眾視野，也極少與過去藝術圈友人聯繫，大部分的照顧和相關事務則由他的第一任妻子和兒子處理。2013年4月，因多重器官衰竭，邱亞才於宜蘭辭世。
2015年，根據法國在線藝術品價格數據網站Artprice「2014年當代藝術品市場報告」中，以1945年後出生為界，依據國際「當代藝術家個人拍賣總成交額」，排出拍賣市場全球前500貴當代藝術家中，邱亞才以拍賣總成交額253.46萬歐元（約8456萬台幣），名列87名，成為臺灣最貴的當代藝術家。
2019年，宜蘭美術館委託陳貺怡策劃「人生浣腸—邱亞才回顧展」。

### 獲獎
1994年，邱亞才的短篇小說《酒徒老境》曾榮獲吳濁流文學獎佳作獎。

## 繪畫風格與技法
邱亞才繪畫作品以肖像畫著稱，根據愛力根畫廊的李松峰估算，邱亞才的油畫作品應有五百幅以上，梵藝術私人美術館負責人陳阿露則認為為若包括素描和小畫，邱亞才作品應有二千件左右。
根據藉由畫筆直嘆身埋人類理性面具下的卑微、傲慢、頹廢與脆弱，細膩優雅中洋溢著感懷落寞的頹靡氛圍。其人物的臉型與五官則是來自於水墨畫的白描勾勒技法，構圖方式也相當接近中國傳統畫作。其中，在1980年代晚期和1990年代早期期間作品，邱亞才的畫作顏色採用通常較暗淡，顏料也比較厚重之形式。自1990年代後期，1990年代中後期，邱亞才的繪畫日漸具成熟，作品的色彩變得更加明亮和輕快。儘管其繪畫作品並未有明確的時間序列分類，然而其畫作色彩則隨時間而呈現豐富姿態。
最初，邱亞才經常使用單色表現人物的衣著，但是逐漸地開始使用鮮豔的條紋、原點、格子等豐富的顏色。在作品中，邱亞才曾多次提到文森特·梵高、巴勃羅·畢卡索、阿梅代奥·莫迪利亚尼等西方藝術家的影響，但這種影響並不是來自立体主义的影響。而是在調性和視覺構成上結合中西方的鑑賞語彙，也使邱亞才的畫作氛圍更接近畢卡索在1900到1904年期間的「畢卡索的藍色時期」。
梵藝術私人美術館負責人陳阿露曾對此分析：「邱亞才的創作階段與題材可分為流浪漢、同性戀、藝術家、知識分子、學者、女子貴婦。例如，他描繪工人時眼中傳達的堅毅眼神令人激賞，這類作品大多受到梵谷的影響。」

### 文學
- 《痞子惡德》
- 《酒徒老境》
- 《古怪靈魂裏的電影大師》[19]
- 《暝夢的人》[20]
- 《清水仔伯》[21]
- 《隆冬天的酒熱》[22]
- 《天倫夢》[23]
- 《青年伯君》[24]
- 《晚暝與老靈魂》[25]
- 《嘮叨的哲人》‧《偉大的蠢事》[26]

## 外部連結
- 邱亞才- 台灣作家作品目錄資料庫 （页面存档备份，存于）
- 邱亞才(台灣, 1949 - 2013) - 羅芙奧藝術集團 （页面存档备份，存于）